# Rumbuk
Rumbuk is een bestuurslaag in het regentschap Oost-Lombok van de provincie West-Nusa Tenggara, Indonesië. Rumbuk telt 8041 inwoners (volkstelling 2010).